# Хорёк-в-штанах

Взрослые хорьки достигают в среднем 46 см от носа до кончика хвоста.

Хорёк-в-штанах (англ. ferret-legging) — состязание на выносливость, в котором в брюки участникам запускают живых хорьков. Победителем испытания объявляется тот, кто продержится дольше всех и выпустит зверька последним.
Также известно под названиями put 'em down и ferret-down-trousers. Игра была популярна среди английских шахтеров Йоркшира.
Мировой рекорд по удержанию хорька в штанах составил 5 часов 30 минут.
Вероятно, состязание возникло в Англии в те времена, когда лишь состоятельным людям дозволялось держать охотничьих животных, что вынуждало нарушителей скрывать запрещенных хорьков в своих штанах.
После краткого всплеска популярности в 1970-х оно было охарактеризовано как «умирающий вид спорта».
Тем не менее национальные состязания по хорьку-в-штанах проводилось в Ричмонде, штат Виргиния с 2003 по 2009 годы.

## Описание и правила
Перед тем, как запустить двух хорьков внутрь, участники соревнования должны завязать штаны на щиколотках и надёжно застегнуть пояса, чтобы не дать хорькам убежать.
Во время соревнования участники стоят перед судьями столько, сколько смогут продержаться.
Участник не может находиться в состоянии алкогольного или наркотического опьянения, а хорькам не допускается давать успокоительное средство.
Кроме того, участникам не разрешается надевать под штаны нижнее белье, чтобы не мешать хорькам свободно перемещаться из одной штанины в другую. Хорьки должны иметь полный комплект зубов, которые не могут быть спилены или притуплены иным способом.
Побеждает участник, который выдерживает дольше всех.
Считается, что это соревнование почти не требует «специальных умений», только способность «не волноваться, если твой инструмент укусили».
Бывшему чемпиону мира по хорьку-в-штанах Реджу Меллору приписывают начало традиции носить во время соревнования белые штаны, которые позволяют лучше видеть кровь из ран, причиненных животными.
Выгнать хорьков из штанов может быть сложно, так как зверьки способны вцепиться мёртвой хваткой и не отпускать в течение длительного времени.
Иногда в дополнение к штанам хорьков могли помещать в рубахи. Попытка ввести женский вариант соревнования — ferret busting, в котором хорьков запускают в блузки участницам, потерпела неудачу.

## Происхождение
Происхождение хорька-в-штанах является спорным вопросом.
Соревнование стало популярным среди английских шахтеров в Йоркшире в 1970-х, в то же время некоторые шотландцы утверждают, что оно приобрело популярность в Шотландии. По данным Марлена Блэкберна из «Richmond Ferret Rescue League», хорёк-в-штанах возник в пабах, «где завсегдатаи делали ставки на то, кто сможет продержать хорька в штанах дольше всех». По другой версии соревнование могло возникнуть в те времена, когда только состоятельным людям в Англии было разрешено держать хорьков для охоты, а нарушителям закона приходилось прятать незаконных хорьков у себя в штанах от егерей.
Это времяпрепровождение было описано в юмористической статье Дональда Каца под названием «Чемпион по хорьку-в-штанах», опубликованному в октябре 1987 года в журнале «Outside».
Кац описал хорьков как животных с «острыми, как инсулиновые иглы, когтями и мощными, как обойные гвозди, зубами».
Джеймс Ховард из «The Fresno Bee» сказал, что Кац не смог объяснить, почему люди участвуют в таком виде соревнований как хорёк-в-штанах, но его статья «дает представление о потребности человека бросить вызов границам человеческой выносливости».

## Рекорды
В 1972 году рекорд по хорьку-в-штанах составлял 40 секунд.
Через несколько лет он вырос до одной минуты, а затем — до 90 минут.
В 1977 году Эдвард Симпкинс с острова Уайт установил новый мировой рекорд — 5 часов 10 минут, хотя в течение первых 4 часов у него в штанах был только один хорёк, и только последние семьдесят минут все два.
Во время своей рекордной попытки Симпкинс выдержал боль от двух больших укусов, при этом невозмутимо продолжая играть в дартс.
Шахтер-пенсионер Редж Меллор из Барнсли 5 июля 1981 года установил новый мировой рекорд — 5 часов 26 минут на «Annual Pennine Show» в городе Холмферт, Йоркшир.
Редж увлекался этим занятием ещё с юности, но не получал никакого признания, пока не установил мировой рекорд.
Меллор, в течение многих лет охотившийся с хорьками в долинах за пределами Барнсли, привык держать их в штанах, чтобы они не мёрзли и оставались сухими при работе в дождь.
Хитрость Меллора заключалась в том, чтобы кормить хорьков досыта, когда требовалось запускать их в штаны.
В 1986 году Меллор попытался побить собственный рекорд перед толпой в 2500 зрителей, намереваясь преодолеть «магическую шестичасовую отметку — своеобразная „миля за четыре минуты“ для хорька-в-штанах».
Спустя пять часов большинству присутствующих стало скучно и они ушли, а затем приехали рабочие, чтобы демонтировать сцену, несмотря на все протесты Меллора, что он на пути к новому рекорду.
По словам Адриана Тейма в «Sunday Herald Sun», после этого Меллор отступился, оказавшись «разочарованным и с разбитым сердцем», но с нетронутыми достоинством и мужественностью.
Позже Меллор надеялся организовать в своем родном городе Барнсли ежегодный национальный конкурс и предлагал приз в 100 фунтов стерлингов тому, кто сможет его победить.
В 2010 году Фрэнк Бартлетт, бывший завуч школы, и Кристин Фарнсворт побили рекорд Меллора.
Им удалось выстоять 5 часов 30 минут, собрав на зрелище 1000 фунтов для «Whittington Community First Responders».

## Реакция

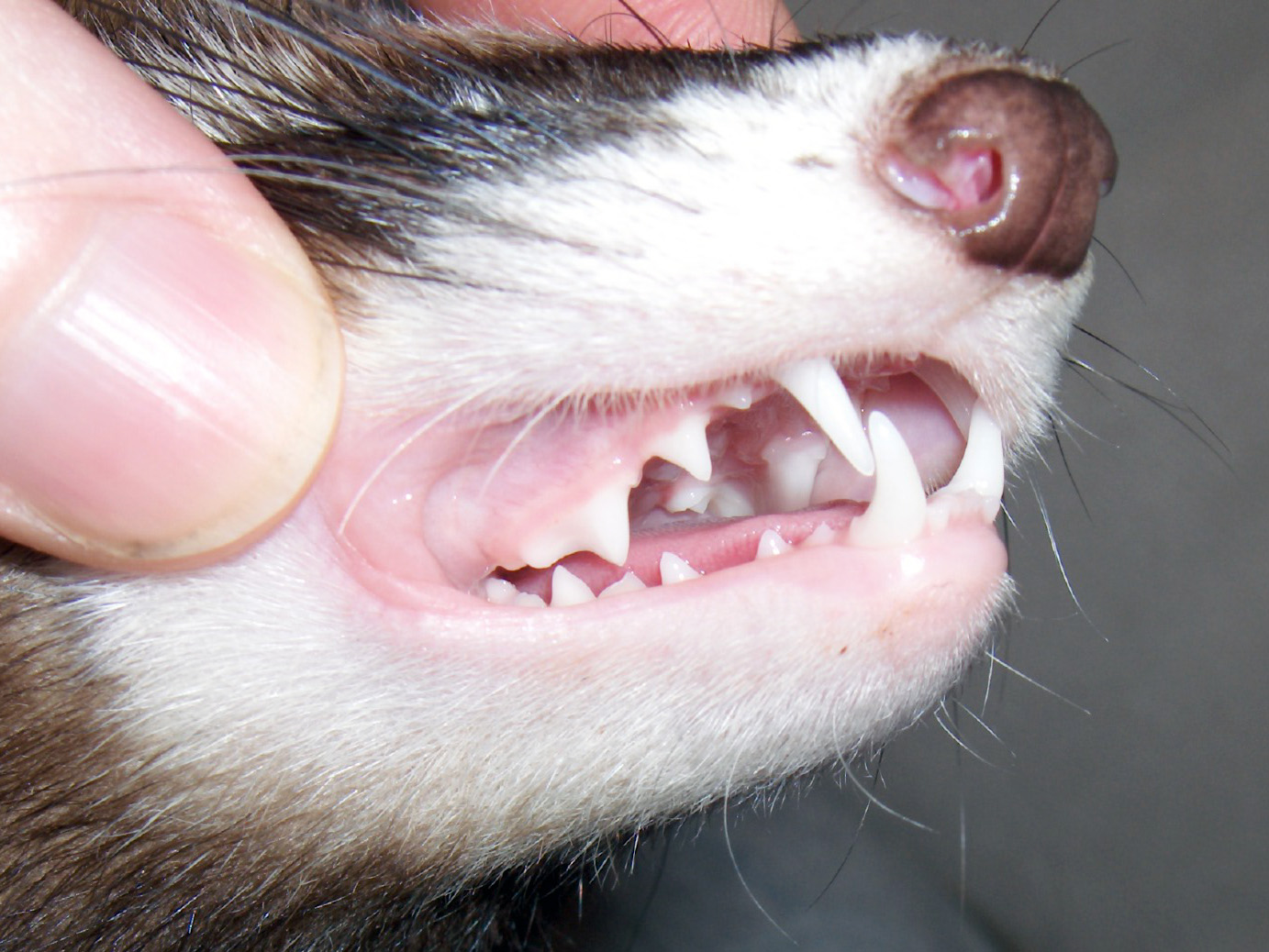
Несмотря на их острые зубы, хорьки были названы людьми, связанными с этим спортом, «в целом, очень безобидными, веселыми созданиями».

Хорёк-в-штанах существует уже много веков, но краткий всплеск популярности пришелся только на 1970-е годы.
Согласно докладу 2005 года в английской газете «Northern Echo», «то ли из-за отсутствия отважных участников, то ли из-за жалоб их жён», хорёк-в-штанах теперь «умирающий вид спорта», который вытесняют гонки хорьков, в которых животные бегают сквозь пластиковую трубу.
Несмотря на то, что хорёк-в-штанах — это редкость, ежегодные соревнования по хорьку-в-штанах проходили в «Richmond Highland Games & Celtic Festival» в Ричмонде, Виргиния с 2003 до конца 2009 года.
В 2007 году в «Manitoba Ferret Association» провела соревнование по хорьку-в-штанах в «St. Vital Park», Виннипег для сбора денег на поддержку приюта для бездомных хорьков, принадлежащему этой организации.
Марлен Блэкберн, работающий совместно с «Ferret Rescue League», чтобы гарантировать, что ни один хорёк не пострадал в этом соревновании, утверждает, что в течение тех лет, что соревнования проходят в Ричмонде, ни одного участника ни разу не покусали, хотя некоторые и могли получить пару царапин.
По словам Келли Ягер из «Manitoba Ferret Association», животным на самом деле нравятся малые, ограниченные пространства.
Джей Лугар, представитель «Richmond Highland Games & Celtic Festival», сказал, что хорьки «в целом, очень безобидные, веселые создания».
Редж Меллор, однако, прокомментировал, что в своем самом худшем проявлении они могут быть «людоедами, тварями, которые живут только для того, чтобы убивать, и которые съедят ваши глаза, чтобы добраться до мозга».
Кристофер Боррелли из «The Blade» описывает хорёк-в-штанах как «замечательный» вид спорта, в котором вы получаете «больше страданий от поражения, чем острые ощущения от победы». Луи Махони из «Richmond Times-Dispatch» сказал, что он «обязательно вызовет смех». Журнал «Cracked» назвал его пятым «самым трудным» спортом в мире.
Скотт Бернард из «The Atlanta Journal» отметил, что каждый, кто пробовал участвовать в хорьке-в-штанах, «согласится, что падение с горы это не так уж и плохо». Американский спортивный журналист Рик Рейли на канале ESPN участвовал в хорьке-в-штанах в поисках «самого глупого спорта в мире» для своей книги, изданной в 2010 году..
Меллор появился в коротком эпизоде телевизионного документального фильма 1976 года, снятого актёром и рестлером Брайаном Гловером, под названием «It’s no joke living in Barnsley», в котором продемонстрировал хорёк-в-штанах.
В «The Tonight Show with Jay Leno» в мае 1996 года актер Пол Хоган (Крокодил Данди) большую часть интервью с Джей Лено посвятил хорьку-в-штанах, которое он назвал «новым соревнованием австралийской олимпиады».
В ноябре 1992 года рекламная фирма Дж. Уолтер Томпсона выпустила телевизионную рекламу для «California State Lottery», в которой сравнила игру кено и хорька-в-штанах.
Один из рекламных роликов приходит к выводу, что кено «как вы можете себе представить, это много лучше, чем хорёк у вас в штанах».